# Asota flaviventris
Asota flaviventris là một loài bướm đêm trong họ Erebidae.